# Список морських піхотинців УНР

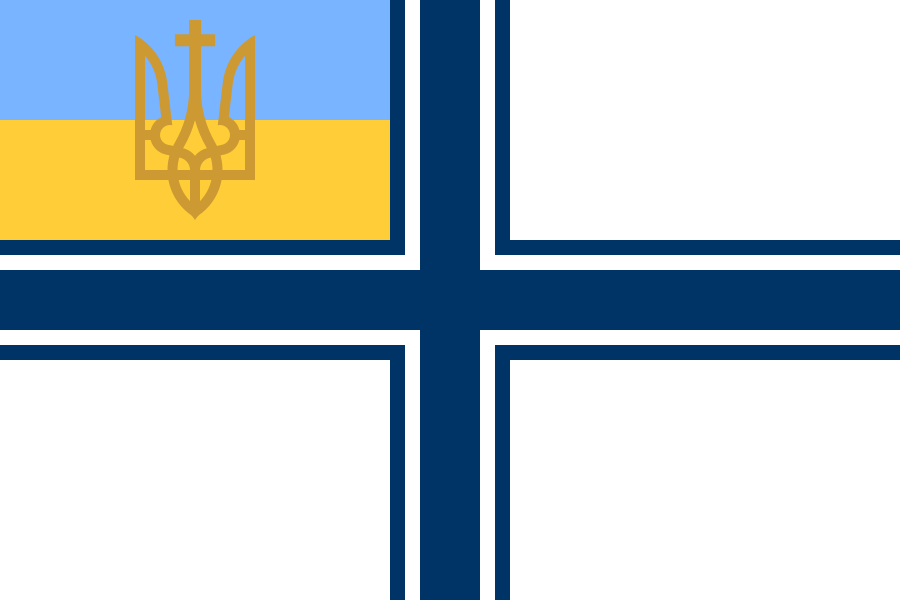
Прапор Військово-Морських Сил Української Держави (1918) та УНР (1919-1920)

| № | Прізвище та ім'я                         | Роки життя           | Роки служби | Військове звання Посада                               | Військовий підрозділ                                                   | Нагороди | Примітки                                      |
| - | ---------------------------------------- | -------------------- | ----------- | ----------------------------------------------------- | ---------------------------------------------------------------------- | -------- | --------------------------------------------- |
|   | Будолатті Михайло                        | (р.н.-р.см.невід.)   | 1919        | ранговий                                              | Збірний курінь мор.піх.Збірного полку Дієвої Армії УНР                 |          | Інтернований в Польщі. Подальша доля невідома |
|   | Гемпель Омелян Олександрович             | 1892-?               | 1918-1920   | підполковник, комендант                               | 1-й Гуцульський полк морської піхоти (березень-квітень 1919)           |          | Подальша доля невідома                        |
|   | Дашкевич-Горбацький Микола Владиславович | (01.05.1873 - ?)     | 1918-1920   | капітан 2-го рангу, начальник відділу морської піхоти | Головний Морський штаб Морського міністерства                          |          | Емігрував до Хорватії                         |
|   | Ісаєвич Іларіон Петрович                 | (р.н.- †28.07.1927)  | 1917-1919   | полковник, комендант                                  | 1-й Гуцульський полк морської піхоти                                   |          | Подальша доля невідома                        |
|   | Кісілів Іван                             | (р.н.-р.см.невід.)   | 1919-1920   | мічман                                                |                                                                        |          | Подальша доля невідома                        |
|   | Костяченко Л                             | (р.н.-р.см.невід.)   | 1919-1920   | прапорщик, командир бронепотягу                       | Бронепотяг «Чорноморець»                                               |          | Подальша доля невідома                        |
|   | Никогда Гаврило Потапович                | 1890-ті - після 1919 | 1918-1919   | полковник, комендант                                  | Морська піхота УНР (1918), 1-й Гуцульський полк морської піхоти (1919) |          | Подальша доля невідома                        |
|   | Сич Ілько                                | (р.н.невід.-1920)    | 1919-1920   | хорунжий, комендант                                   | 2-й Гуцульський полк морської піхоти                                   |          | Розстріляний більшовиками                     |
|   | Сич Петро                                | (р.н.невід.-1920)    | 1919-1920   | сотник, комендант                                     | 1-й Гуцульський полк морської піхоти                                   |          | Розстріляний більшовиками                     |